# Hålegölen
Hålegölen är en sjö i Ödeshögs kommun i Östergötland och ingår i Motala ströms huvudavrinningsområde. Sjön har en area på 0,0815 kvadratkilometer och ligger 187,2 meter över havet. Sjön avvattnas av vattendraget Dryllån.

## Delavrinningsområde
Hålegölen ingår i det delavrinningsområde (643241-144403) som SMHI kallar för Mynnar i Svartån. Medelhöjden är 198 meter över havet och ytan är 57,98 kvadratkilometer. Det finns inga avrinningsområden uppströms utan avrinningsområdet är högsta punkten. Dryllån som avvattnar avrinningsområdet har biflödesordning 3, vilket innebär att vattnet flödar genom totalt 3 vattendrag innan det når havet efter 178 kilometer. Avrinningsområdet består mestadels av skog (70 procent) och jordbruk (18 procent). Avrinningsområdet har 1,09 kvadratkilometer vattenytor vilket ger det en sjöprocent på 1,9 procent.